# Parménio
Parménio (português europeu) ou Parmênio (português brasileiro) ou Parmenião (em grego:  Παρμενίων; c. 400 a.C. — Ecbátana, 330 a.C.) foi um general macedônico que serviu aos reis Filipe II e Alexandre, o Grande, sendo que ele lutou com este último durante a conquista do Império Aquemênida. Acabou sendo assassinado por Alexandre em terrenos persas por motivos que variam de motim e traição a abandono à causa.
Filotas, filho de Parménio, teria descoberto uma trama para assassinar Alexandre e não o informou, ou por não lhe dar importância, ou por estar envolvido. Filotas foi então preso e executado junto com os conspiradores. Então a atenção de Alexandre voltou-se para Parménio que estava em Ecbátana protegendo o tesouro real. Alexandre enviou emissários em camelos com as ordens para sua execução de forma que ele fosse morto antes de receber a notícia da morte do filho. Parménio havia sido general de Filipe e sua execução provocou reações que beiravam o motim. Alexandre então isolou em uma "Companhia Disciplinar" todos aqueles que reagiram à execução, bem como aqueles que em cartas haviam feito comentários ofensivos ao rei.